# John Lubbock
John Lubbock, primer barón de Avebury, nació en Londres en 1834 y murió en 1913. Hijo de un banquero británico, el baronet John William Lubbock, que sobresalió especialmente por sus investigaciones matemáticas en el campo de las probabilidades y sus aplicaciones al mundo de los seguros bancarios; además se dedicó a la astronomía, especialmente al estudio de las mareas y los planetas. Por tanto, procedía de una familia de buena posición social, adinerada y con una base cultural muy extensa, lo que le proporcionó una amplitud de miras e inquietudes inusuales. De tendencia racista, colonizadora y deshumanizadora, perdió vigencia por esta visión evolucionista de las sociedades y las culturas.
Estudió en el prestigioso colegio de Eton, Berkshire, cerca de Windsor y, de allí pasó a ayudar a su padre en su banco, hasta que le sucedió en el cargo y su título nobiliario (año 1865). Aprovechando su posición, se dedicó a la política, convirtiéndose en parlamentario entre los años 1870 y 1880. Después centró sus esfuerzos en su carrera financiera, llegando a ser el presidente de la Asociación de Banqueros Británicos en 1879. Entre 1888 y 1892 fue presidente de la Cámara de comercio de Londres y, a partir del año siguiente, vicepresidente y, después, presidente de la directiva del Condado de Londres.
Entre sus iniciativas más celebradas y peculiares es el establecimiento de las denominadas Bank Holidays en 1871. El Reino Unido tiene pocas fiestas públicas en relación con otros países europeos, sobre todo si se comparan con España; por eso, el reconocimiento, por parte del Parlamento Británico de unas vacaciones públicas fue muy celebrado. Se denominan Bank Holidays debido a que incluso los bancos y otras entidades financieras cerraban y se prohibía todo tipo de comercios a gran escala (lo cierto es que, aún hoy, muchas tiendas permanecen abiertas, así como museos, centros deportivos, etc.).
Sin embargo, compaginando su carrera financiera y política se dedicó a los estudios de ciencias biológicas e históricas, consiguiendo desde el Parlamento Británico que se promulgase una ley de protección de monumentos antiguos en 1882 (Ancient Monuments Act); además de presidir la Linnean Society of London (la primera sociedad científica del mundo dedicada a la difusión e implantación de una taxonomía biológica sistemática basada en las propuestas de Carlos Linneo). Mantuvo una estrecha relación con Charles Darwin, del que fue vecino desde 1861 (aunque sus caminos de investigación debieron influirse mutuamente, siguieron caminos paralelos, pero no iguales). De hecho, Lubbock, a la muerte de Darwin en 1882, organizó un grupo de presión (junto con parlamentarios y hombres ilustres) con el que consiguió que este insigne personaje fuese enterrado en la Abadía de Westminster, junto a Isaac Newton.
Debido a su prestigio científico, recibió numerosos honores, cargos y galardones, destacando los nombramientos honoris causa de las universidades de Edimburgo, Dublín, Wurzburgo, Oxford y Cambridge, de esta última se convirtió en consejero en 1886. Además, en 1878 fue nombrado miembro de la directiva del Museo Británico de Londres. Poco antes de su muerte fue promovido desde el título de baronet a Barón de Avebury y entró a formar parte del Consejo Privado del Reino Unido (Privy Council of the United Kingdom: un cuerpo de sabios y especialistas con título nobiliario que aconseja a la Corona británica en diversos asuntos).
Personalmente destacó por su optimismo, su defensa de la paz y de la tolerancia de ideas, así como de la implantación de la modernidad, ya que confiaba ciegamente en las bondades del progreso humano, no sólo en el campo de la técnica, sino también en sus aspectos sociales (en este sentido, publicó un libro titulado La vida dichosa que alcanzó un éxito pasmoso, con más de cien ediciones y numerosas traducciones).

## Su labor divulgativa de la Prehistoria
Aunque resulte evidente la trascendencia de John Lubbock para el desarrollo científico de la Arqueología y la Prehistoria (cuando menos en Occidente), no podemos considerar a Lord Avebury como un gran descubridor, ni siquiera como un arqueólogo de campo; más bien se trata de un arqueólogo de gabinete. No podemos comparar la labor de Lubbock con la de Heinrich Schliemann en Troya, o con el descubrimiento de Neanderthal por parte de Hermann Schaaffhausen, ni con las de Eugène Dubois en Java, con los descubrimientos de Boucher de Perthes en el valle del Somme (Francia) o los hallazgos de las ciudades perdidas en la jungla de Yucatán (Palenque, Uxmal, Copán), por parte del arqueólogo estadounidense John Lloyd Stephens. Tampoco desarrolló grandes teorías como Darwin sobre la evolución; o como Charles Lyell sobre la estratigrafía geológica; ni como Richard Owen sobre Paleontología. Pero para comprender por qué es tan importante hay que tener en cuenta el contexto en el que vivió: la Época victoriana.
El siglo anterior se impuso la idea del calendario bíblico desarrollada conjuntamente por James Ussher, arzobispo de Armagh, según la cual, por medio de los datos proporcionados por el Antiguo Testamento era posible deducir que el nacimiento de la Tierra tuvo lugar en el año 4004 a. C.; y el vicerrector de la Universidad de Cambridge, John Lightfoot, que pudo calcular el día exacto de la creación: el 23 de octubre del citado año a las 9 en punto de la mañana. Así nació el Calendario de Ussher-Lightfoot que fue ampliamente aceptado durante los siglos XVII y XVIII. De hecho, contradecir este calendario llegaba a ser considerado una blasfemia en la Inglaterra Victoriana. Por eso, los hallazgos de los investigadores evolucionistas (Lyell, Darwin, Dubois, Owen...) eran rechazados o explicados bajo el prisma del creacionismo de Ussher y Lightfoot, como un espejismo que los blasfemos consideraban pruebas que refutaban a la propia Biblia. Todavía en 1825, uno de los grandes descubridores de los dinosaurios, Georges Cuvier, justificaba la presencia de restos de "hombres primitivos" como una consecuencia del Diluvio Universal que había provocado que la civilización humana degenerase hacia el salvajismo.
Sin embargo, cuando John Lubbock publicó en 1865 su libro Prehistoric Times, fue una auténtica revolución. Un hombre de su posición y prestigio editaba un libro dirigido al gran público (en efecto, no se trataba de una obra erudita, sino divulgativa) en la que se defendían todos esos logros y que se convirtió en un auténtico best seller; y continuó siéndolo durante 50 años, ya que en 1913 se publicó la séptima edición (el mismo año en que murió su autor). En ese tiempo, Lubbock fue recogiendo innovaciones muy serias en la ciencia prehistórica.
Aunque el término Prehistoria ya había sido usado en 1851 por primera vez, Lubbock lo popularizó e hizo que sustituyera a las vetustas expresiones como diluviano o antediluviano. Las ideas generales fundamentales que defendió en este libro fueron:
- La teoría de la evolución de Darwin, incluyendo sus hipótesis sobre el origen y la evolución humana.[5]
- Las ideas sobre la evolución geológica uniforme de la Tierra de Charles Lyell, sus leyes de la estratigrafía y la negación de las teorías catastrofistas entre las que figuraba el Diluvio Universal.[6]
- La teoría de la gran antigüedad del ser humano defendida por Boucher de Perthes, quien estimaba que los depósitos del Somme tenían más de doscientos mil años.[7]
- Las propuestas de Christian Jürgensen Thomsen, director del museo nacional de Dinamarca, sobre la periodización de la Prehistoria en las tres edades clásicas: Edad de Piedra, Edad del Bronce y Edad de Hierro.[8]

A estas ideas Lubbock aportó su grano de arena. Veamos: él conocía muy bien los hallazgos arqueológicos que proliferaban por Europa y se dio cuenta de que, dentro de la Edad de Piedra, había notables diferencias entre los artefactos hallados en las turberas de Holanda o en los palafitos prehistóricos de Suiza, y los "pedernales" procedentes del valle del Somme en Francia. Por eso propuso dividir la Edad de Piedra en dos fases sucesivas, la Edad antigua de la Piedra o Paleolítico (con utensilios tallados por toscas percusiones) y la Edad moderna de la Piedra o Neolítico (con herramientas de piedra pulimentada). Surgió así la Teoría de las cuatro Edades que ya recogió el propio sir Charles Lyell en su décima edición de Principles of Geology.
|  |  |

- Las ideas de Jens Jacob Asmussen Worsaae, ayudante del danés Thomsen, sobre la posibilidad de que las Edades de la Prehistoria no apareciesen por evolución lineal autóctona, sino por la llegada o la invasión de pueblos más evolucionados, casi siempre procedentes de Oriente.[9]
- La insuficiencia del testimonio arqueológico para poder explicar el pasado del ser humano y la necesidad de recurrir a fuentes no arqueológicas, como las sociedades primitivas o las tradiciones populares. Esta postura surgió por doquier, pero fue puesta en negro sobre blanco por el sueco Sven Nilsson, de la universidad de Lund. El propio Lubbock tradujo su libro al inglés.[10]
- Las ideas del arqueólogo sueco Oscar Montelius sobre la existencia de una zona de irradiación cultural en Oriente Próximo y que se resumen en la locución latina "ex oriente lux".[11]

Cierto que las aportaciones de Lubbock parecen reducirse a las de un mero observador y un divulgador sincrético, pero debe considerarse que él fue, en gran parte, responsable de que la sociedad actual, especialmente la de tradición judeocristiana, aceptase los avances de la Prehistoria en una época en la que ocurrieron importantísimos descubrimientos arqueológicos. Él mismo defendió a Darwin cuando se le juzgó públicamente, fue seguidor de Lyell y otros muchos. Él declaraba con orgullo y cierto desafío en la primera página de su libro:

En los últimos años ha surgido una nueva rama del conocimiento, una nueva ciencia... La arqueología

## Obras
- Lubbock, John (1868). Prehistoric Times, as Illustrated by Ancient Remains, and the Manners and Customs of Modern Savages. Londres: Williams and Norgate.
- Lubbock, John (1879). The Origin of Civilization and the primitive Condition of Man. Nueva York: Appleton and Co.
- Lubbock, John (1874). On the origin and metamorphoses of insects.
- Lubbock, John (1875). On British Wild flowers considered in relation to insects.
- Lubbock, John (1878). Relations between plants and insects.
- Lubbock, John (1879). Ants, Bees, and Wasps. Londres, Kegan Paul, Trench, Trubner and Co.
- Lubbock, John (1879). Addresses, political and educational.
- Lubbock, John (1879). Scientific lectures.
- Lubbock, John (1882). Fifty years of science.
- Lubbock, John (1886). Flowers, fruits and leaves.
- Lubbock, John (1887). The Pleasures of Life. Nueva York, Macmillan. Texto íntegro, en inglés.
- Lubbock, John (1893). The Principles of Human Knowledge. Londres: George Routledge.
- Lubbock, John (1896). A contribution to our knowledge of seedlings. Popular ed. Londres: Kegan Paul, Trench, Trübner.